# 남선 선생 묘 및 신도비
남선 선생 묘 및 신도비는 대한민국 경기도 남양주시 별내면 청학리에 있는 무덤과 비석이다. 1986년 4월 10일 남양주시의 향토유적 제7호로 지정되었다.

## 개요
조선중기 문신인 남선(南銑: 1582~1654)의 묘이다. 묘역은 청학리에 정부인 팔창도씨(八菖都氏)와 합장묘로 북동향하고 있다. 봉분 앞에는 혼유석 상석과 장대석, 향로석 문인석을 놓았으며, 월두형 묘표가 있다.신도비는 대제학 김육(金堉)이 비문을 지은 것으로 원래 것은 한국전쟁때 파손되어 방치되고 있으며 현재의 것은 1990년 새로 건립하여 세웠다.